# Myrsine pillansii
Myrsine pillansii är en viveväxtart som beskrevs av Robert Stephen Adamson. Myrsine pillansii ingår i släktet Myrsine och familjen viveväxter. Inga underarter finns listade i Catalogue of Life.